# Portegies
Portegies, voorheen Portegies Perspectief BV, was oorspronkelijk een tekenbureau, dat later is uitgegroeid tot een volwaardig bureau voor visuele communicatie. Portegies is van oorsprong een Nederlands bedrijf, opgericht in 1968 door Th.A.M. Portegies (1939-1994).
Een van de grotere opdrachtgevers was DAF, waarvoor Portegies nagenoeg al het technische tekenwerk, exploded views, handboeken en opengewerkte airbrushtekeningen verzorgde. Andere grote opdrachtgevers waren Fokker, Philips, Vaillant en Picanol. In 1985 ging Portegies door de grote betrokkenheid bij DAF ook de Parijs-Dakar-miniaturen voor DAF produceren. Aanvankelijk waren deze miniaturen op basis van bestaande modellen van en in samenwerking met Lion Toys, en niet lang daarna 100% eigen modellen op de schaal 1:50.
In 1991 kwam Portegies in staat van faillissement terecht, wat voor een belangrijk deel kon worden toegerekend aan de faillissementen van de grote opdrachtgevers DAF en Fokker.

## Modellen
Voor zover bekend zijn de volgende modellen uitgekomen van Portegies:
- DAF 2100 'Mighty Mac' (Dakar 1981), i.s.m. Lion Toys
- DAF NAT3300 'De Neus' (Dakar 1982), i.s.m. Lion Toys
- DAF 3300 'De Koffer' (Dakar 1983), i.s.m. Lion Toys
- DAF 3600 'The Bull' (1985), i.s.m. Lion Toys
- DAF 3600 TurboTwin (1986)
- DAF 3600 TurboTwin II (1987)
- DAF FAV 3600 met startnummer 631 en 632 (1987) (ondersteuningstrucks)
- DAF 95 X1 (1988)
- DAF FAV 3600 met startnummer 608 en 609 (1988) (ondersteuningstrucks)
- DAF 95 X2 (1988), zeer zeldzaam[1]